# Ga Oncheonjang
Ga Oncheonjang (tiếng Hàn: 온천장역; Hanja: 溫泉場驛) là ga của Busan Metro tuyến 1 ở Oncheon-dong, quận Dongnae, Busan, Hàn Quốc.

## Liên kết
- (tiếng Hàn) Thông tin ga từ Tổng công ty vận chuyển Busan